# Duosperma gossweileri
Duosperma gossweileri är en akantusväxtart som beskrevs av Spencer Le Marchant Moore. Duosperma gossweileri ingår i släktet Duosperma och familjen akantusväxter. Inga underarter finns listade i Catalogue of Life.